# رود ویشرا (جمهوری کومی)
رود ویشرا رودی است به ویچگدا می‌ریزد. این رود از کشور روسیه می‌گذرد و طول آن ۲۴۷ کیلومتر (۱۵۳ مایل) است.